# Weichai Holding Group
 (juillet 2015).
Si vous disposez d'ouvrages ou d'articles de référence ou si vous connaissez des sites web de qualité traitant du thème abordé ici, merci de compléter l'article en donnant les références utiles à sa vérifiabilité et en les liant à la section « Notes et références ».

Weichai Holding Group (潍柴控股集团有限公司) est une entreprise d’État chinoise qui conçoit, fabrique, et vend des moteurs diesel. La société opère sur quatre différents secteurs d'activité qui sont les moteurs et véhicules, les groupes motopropulseurs, les yachts de luxe et l’ensemble des autres pièces automobiles. Basée à Weifang, dans la province du Shandong, en Chine, le groupe Weichai détient plus de 80 filiales sur le territoire chinois et dans le monde entier. Le groupe propose des produits, des services et des technologies pour véhicules utilitaires, machines de construction, moteurs marins, machines agricoles et générateurs d'énergie. Grâce à ses filiales, le groupe fournit aussi des équipements de transport, des autobus, des yachts de luxe et des produits hydrauliques. Weichai détient plus de 35 bureaux et 245 stations de services autorisées à travers le monde.

## Histoire

### Des origines à 2007
Weichai, anciennement connu sous le nom de Yucheng Ironworks, a été fondée en 1946 à Weihai, dans la province du Shandong, en Chine. Basé sur cette entité, le ministère des Forces armées populaires de Weihai a établi une coopérative « Jianguo Ironworks » qui a été plus tard rebaptisée Coastal Ironworks. Cette dernière fabriquait principalement des fusils de type 79 et réparait des bateaux à vapeur. Deux ans plus tard, Coastal Ironworks a été déplacé sur Weifang. L’entreprise a alors commencé la fabrication de moteurs diesel à basse vitesse de 15 et 40 chevaux. Dans la même période, elle a été rebaptisée Dahua Machinery Factory.
En 1953, la société a lancé, avec succès, le moteur diesel de série 6108 et a été renationalisée au Quatrième Bureau de l’Industrie Mécanique au sein du premier ministère de l’industrie des machines de construction. La même année, l’entreprise a été renommé Weifang Diesel Engine Works et a débuté la recherche, le développement et la production de moteurs diesel.
En 1955, le moteur diesel tchèque 6160 a été testé, fabriqué et est devenu le principal moteur pour la pêche et la navigation intérieure côtière en Chine. Dix ans plus tard, Weichai a été nommée l'une des soixante-dix entreprises "Daqing-Type", une dénomination nationale en termes de production industrielle.
En 1968, le moteur marin diesel 6200 a été développé et fabriqué pour les navires de pêche légers.
En 1970, l'industrie de la Défense nationale a fait appel à Weichai dans le but de produire un moteur type de réservoir 8V160. L’équipe de recherche et développement de Weichai a alors développé un moteur de réservoir de 800 chevaux et a remporté, en 1978, le prix « National Science Conference ».
En 1984, le moteur autrichien Steyr WD615 pour véhicule lourd a été introduit. En 1989, le moteur a obtenu la certification d'admission du projet au niveau national, entrainant la création d'un nouveau modèle de moteurs diesel à moyenne et haute vitesse développés en parallèle.
Face à une situation alarmante en 1998, la nouvelle direction a mis en place ce qu’elle a nommé les « Trois Engagements » （约法三章） afin de diriger l'entreprise et de lui permettre la mise en œuvre de la réforme « Trois Un-Tiers » (三三制) comprenant le travail, le personnel et la rémunération. En 2000, Weichai a vu ses secteurs d'activité se diversifier. En effet, le séminaire « China’s Modern Power and Construction Engineering Coordination », tenu à Weifang, a sélectionné le moteur Weichai WD615 comme étant le produit de nouvelle génération pour machines de construction.
Weichai Power (潍柴 动力 股份有限公司) a été créé en 2002. Deux ans plus tard, ce dernier a été coté à la bourse de Hong-Kong, lui permettant de lancer une nouvelle étape de développement du capital à l’international. Weichai Power détient une chaine industrielle complète de motopropulseurs (comprenant les moteurs, les transmissions et les essieux), de véhicules lourds, et de pièces automobiles. En 2005, Weichai a lancé la série de moteurs "Landking" Euro III : les WP10 et WP12, qui ont été les premiers moteurs diesel Euro III de Chine. La même année, Weichai Power a acquis Torch Automobile Group (湘火炬 汽车 集团 股份有限公司), permettant au groupe de se positionner sur le marché des poids lourds, des transmissions et des essieux.
En 2006, Weichai Power forme « L’Alliance stratégique internationale » en partenariat avec des entreprises de l'industrie telles que Foton, BOSCH et AVL. Leur but étant d'explorer de nouvelles approches concernant l'innovation de produit.
En 2007, Weichai Power a été cotée à la Bourse de Shenzhen. Dans le même temps, Weichai Heavy Machinery, anciennement Shandong Juli, a été ré-cotée à la Bourse de Shenzhen. Ce dernier se positionne sur le marché des grandes, moyennes et petites séries d’équipements de propulsion marins et de production d’énergie.

### Fusions et acquisitions internationales
En janvier 2009, la première acquisition de Weichai a été la Société internationale des moteurs Baudouin, société basée dans le Sud de la France, qui conçoit et fabrique des moteurs marins.
En juillet 2012, Weichai Group a signé un accord de coopération stratégique avec Ferretti, groupe italien connu pour ces yachts, en vue d'acquérir 75 % de ses parts. En 2023 Weichai a vendu 88.454.818 actions pour un montant de 265 millions d'euros.
En septembre 2012, Weichai Power, a signé un accord de coopération stratégique avec le groupe Kion, et a acquis 25 % des actions du groupe Kion et 70 % d’une de ses filiales, Linde Hydraulics.

### De nos jours
En 2013, Weichai Power est devenu un sponsor mondial de l'équipe de F1, Ferrari, en signant une alliance stratégique de 4 ans[réf. souhaitée].
Depuis 2005, Weichai coopère avec plusieurs universités chinoises : l'université du Shandong, l'université de Tianjin, Université Tongli, l'université de Tsinghua, l'université de Jilin, et l'université de Zhejiang, dans le but de développer des techniques de pointe et des applications dans l'industrialisation.
Actuellement, Weichai Group détient de nombreuses marques connues en Chine et à l'étranger, obtenant, de cette façon, plusieurs avantages sur le marché. Au total, Weichai possède six centres d'exploitation situés à l'étranger : à Wiesbaden, en Allemagne, à Forli, en Italie, à Cassis, en France, à Chicago, aux États-Unis, à Pune, en Inde et à Singapour. Ces sites sont tous des centres de tests et des plates-formes de Recherche et Développement.

## Ses marques
Weichai possède plusieurs marques réputées nationalement :
- Weichai Power （HK2338, SZ000338）, a été fondé en 2002. Son siège social se trouve à Weifang, dans la province du Shandong, en Chine. Ses principales activités sont les motopropulseurs (moteurs, transmissions et essieux), les moteurs de véhicules, et les produits hydrauliques.

- Shaanxi Heavy-duty Motor, ou SHACMAN (陕西重型汽车有限公司), a été fondé en 1968 et est basé à Xi’An, dans la province du Shaanxi, en Chine. Il manufacture des véhicules commerciaux, notamment des poids lourds.

- Shaanxi Fast Auto Drive Group Company, ou Fast (陕西法士特齿轮有限责任公司), a été fondé en 1968 (anciennement Shaanxi Auto Gear General Works), et est basé à Xi’An, dans la province du Shaanxi, en Chine. L’entreprise manufacture principalement des poids lourds, des transmissions, et des boites de vitesses.

- Shaanxi HANDE Axle(陕西汉德车桥有限公司 ) a été conjointement créé par Weichai Power Co., Ltd. et Shaanxi Automobile Group Co., Ltd. en 2003. Son siège social est situé à Xi’An, dans la province du Shaanxi, en Chine. Il manufacture essentiellement des essieux.

- Yangzhou Asiastar Bus (亚星客车股份有限公司), fondé en 1949, possède deux bases de production situées à Yangzhou et Xiamen, en Chine. L’entreprise produit divers types de bus : bus inter cités, bus d’écoles, bus de luxe, bus urbains, bus privés, caravanes de luxe, véhicules spéciaux et bus écologiques.

- Weichai Power Yangzhou Diesel Engine (潍柴动力扬州柴油机有限责任公司) a été intégré à Weichai Power en 2009. Le siège social se trouve à Yangte River Delta, en Chine. L’entreprise fabrique des moteurs diesel, principalement utilisés pour les camions et bus légers, les camions de déchargement, les moissonneuses, etc.

- Zhuzhou Gear (株洲齿轮有限责任公司), fondé en 1958, détient son siège dans la province du Hunan, en Chine. L’entreprise est spécialisée en Recherche et Développement, en production et vente d’essieux moteurs, de transmissions, de boite de transfert, et de réducteurs.

- Zhuzhou Torch Spark Plugs (株洲湘火炬火花塞有限责任公司), a été créé en 1961, et est situé à Zhuzhou, dans la province du Hunan, en Chine. Les produits Torch Spark Plugs sont utilisés pour les automobiles, les cyclo moteurs, les petits moteurs à essence, et les bougies.

- Weichai (Chongqing) Automotive (潍柴（重庆）汽车有限公司), est une filiale entièrement détenue par Weichai Power Co., Ltd. depuis 2012. Anciennement nommée Chongqing Jialing Chuanjiang Automobile Manufacturing Co., Ltd, son siège est basé à Chongqing, en Chine. C’est un producteur d’automobiles, qui est qualifié pour la production des véhicules M1, M2, M3, N1, N2, N3.

- Weichai Heavy Machinery (潍柴 重 机 股份有限公司), a été restructuré par Weichai Holding Group Co., Ltd en 2006. La société développe, fabrique et vend des propulseurs marins, des équipements de production d’énergie, des moteurs diesel à grande et moyenne vitesse, des groupes électrogènes et des systèmes intégrés de puissance.

- Société internationale des moteurs Baudouin, créée en 1918, dont le siège est à Cassis, en France, conçoit, fabrique et commercialise des moteurs diesel marins et des solutions de propulsion complètes. Weichai Power a acquis Moteurs Baudouin en 2009.

- Ferretti est une multinationale italienne de construction navale. Elle a été fondée en 1968, et elle possède huit marques de yachts. Weichai Group a signé un accord de restructuration stratégique avec Ferretti Company en 2012 et a obtenu 75 % de ses actions.

- Linde Hydraulics, fondé en 1904, basé à Aschaffenbourg, en Allemagne, est un développeur et fournisseur mondial de systèmes d'entraînement modulaires constitués d'hydraulique, d'ingénierie électrique et d'électronique. En 2012, Weichai Power a acquis une part de 25 % au sein du groupe Kion et une participation majoritaire de 70 % à Linde Hydraulics, filiale de Kion[9].

## Activités
La société opère sur quatre secteurs d'activité différents :

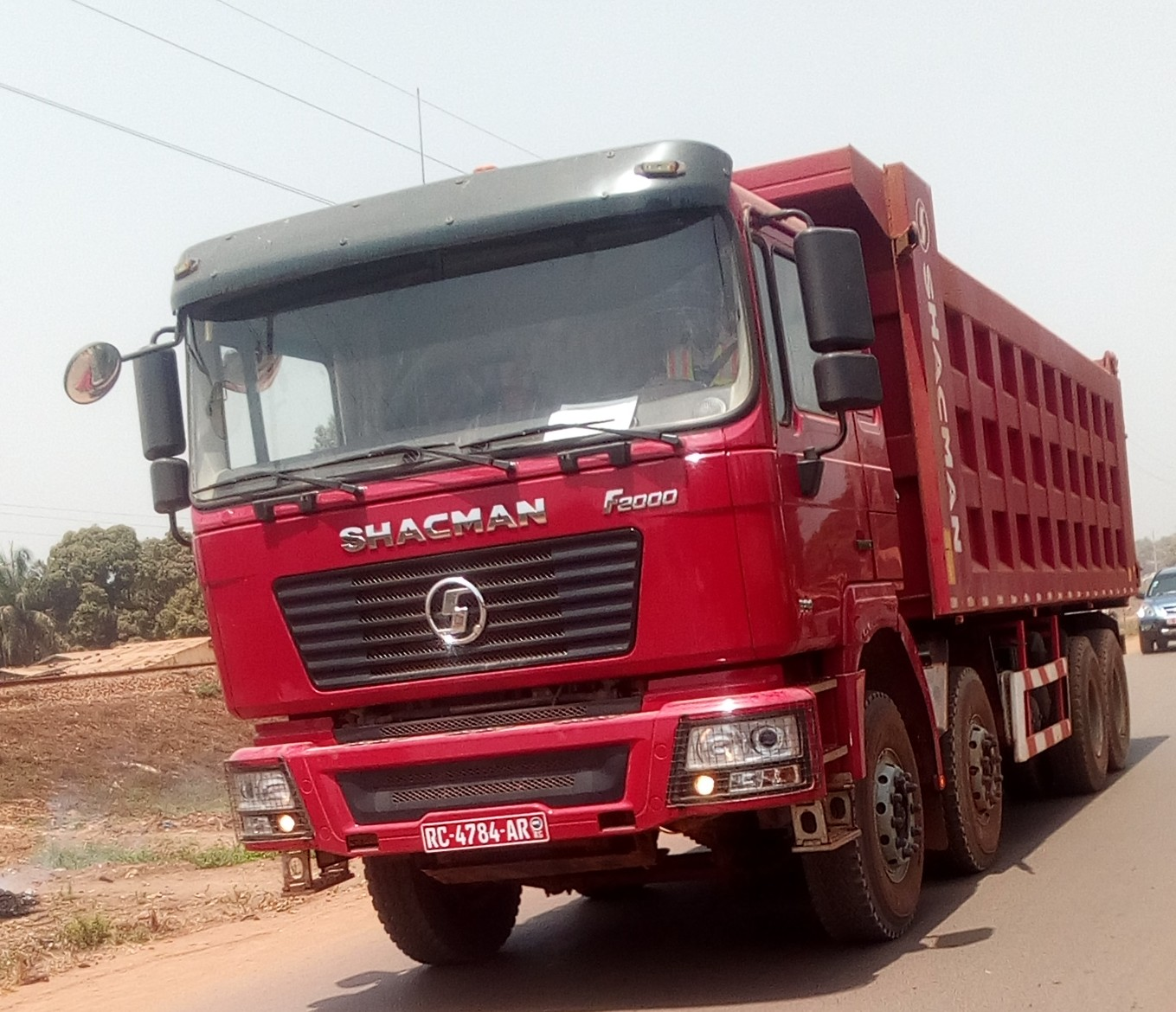
Camion Shacman F2000 sur une route de Guinée (2020).

- Motopropulseurs : Weichai se concentre sur les moteurs, mais aussi sur d'autres composants comme les transmissions, les essieux, ou des ensembles de générateurs pour différentes applications : moteurs légers à grande vitesse, moteurs de milieu de gamme à haute vitesse, moteurs lourds à grande vitesse, moteurs diesel à vitesse moyenne, moteurs diesel à basse vitesse. Les principaux marchés visés concernent les camions, les autobus, les machines de construction, les moteurs marins, la production d'énergie, et les machines agricoles.

- Véhicules et moteurs : ses filiales telles que Shacman, AsiaStar, ou Shengda Special Vehicles permettent à Weichai de se positionner sur différents marchés de véhicules : les véhicules lourds, les bus, les véhicules spéciaux et les véhicules utilitaires.

- Autres principaux composants : grâce à ses filiales telles que Linde Hydraulics, Torch Sparks Plugs, Zhuzhou Gear, etc., Weichai Power fournit différentes pièces d’automobiles, incluant les pièces hydrauliques, les bougies, les engrenages, les axes de pistons, et les lampes automatiques.

- Yachts de luxe : fondé en 1968, l'Italien Ferretti Group est un fabricant de yachts de luxe, et est propriétaire des marques de yachts suivantes : Ferretti Yachts, Pershing, Itama, Riva, Mochi Craft, CRN, Custom Line. Afin de construire une zone économique Bleu dans la péninsule du Shandong, Weichai Group a signé un accord de restructuration stratégique avec Ferretti Company en janvier 2012, et a obtenu 75 % des actions de New Ferretti Company pour un prix de 374 millions d'euros.